# Schwedeneiche (Fürstenberg/Havel)

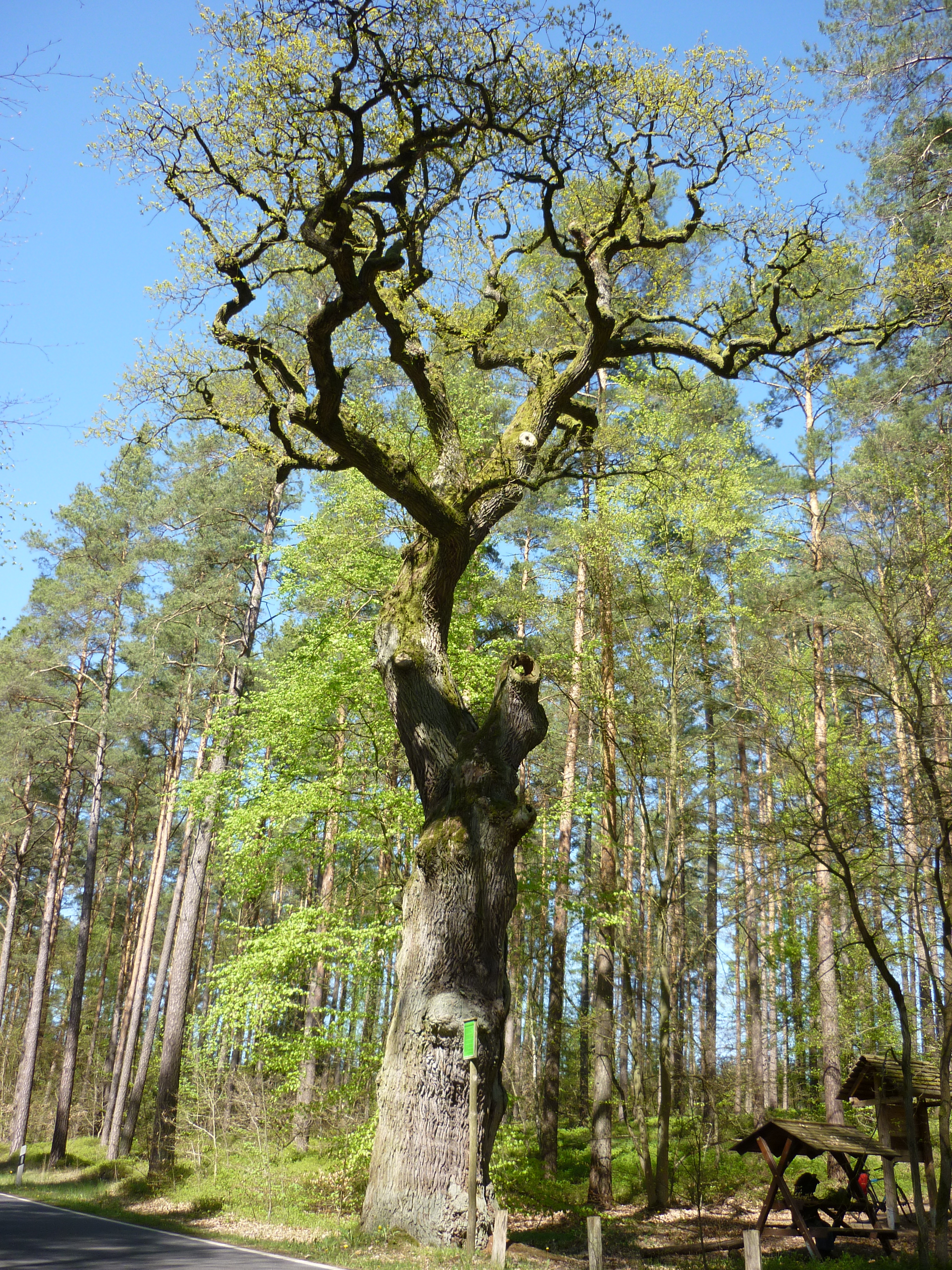
Schwedeneiche in Fürstenberg/Havel

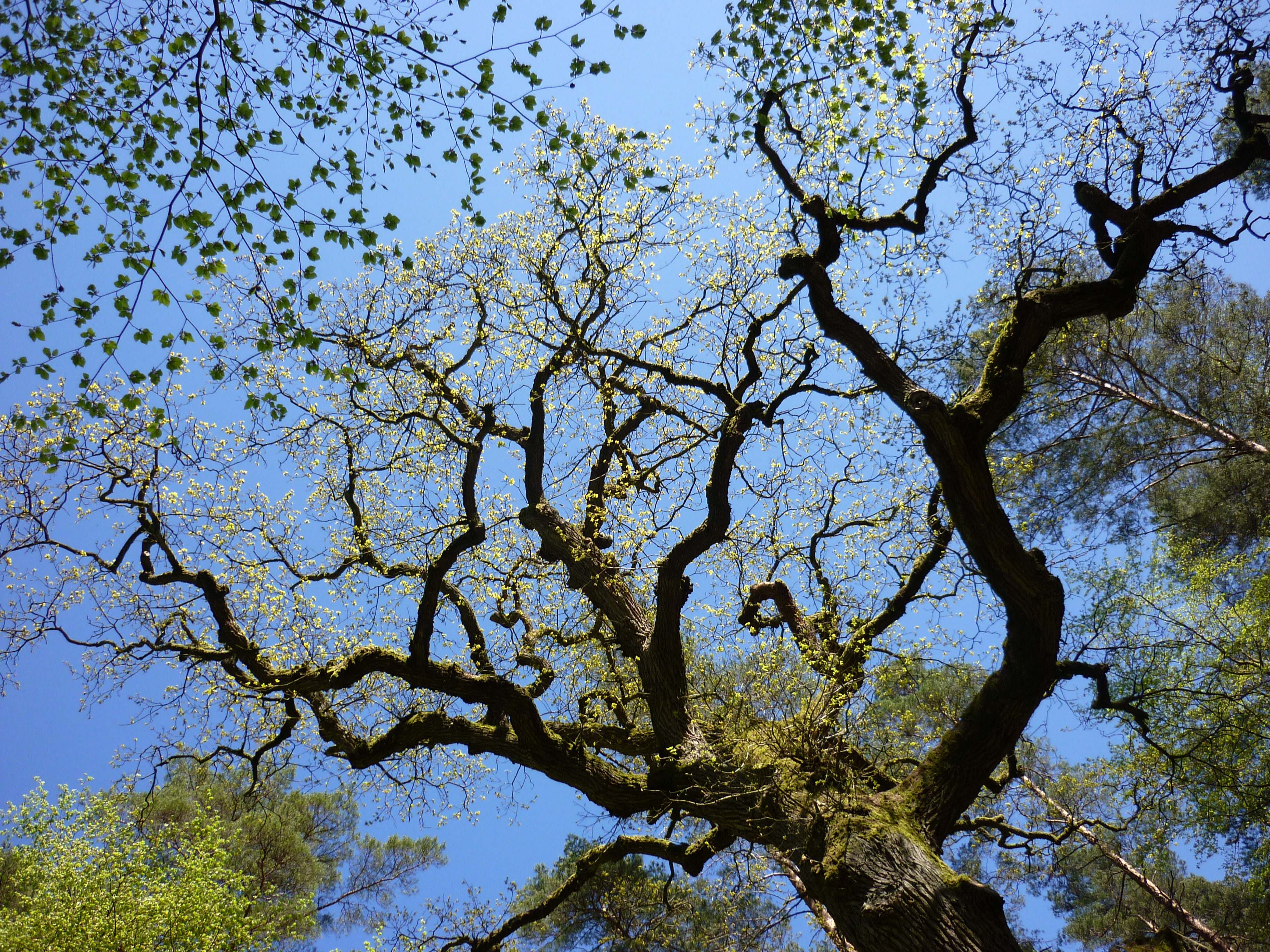
Krone

Die Schwedeneiche oder Nonneneiche, auch Großmutter, ist eine als Naturdenkmal geschützte Stieleiche in der Gemarkung Bredereiche der Stadt Fürstenberg/Havel in Brandenburg.
Die Schwedeneiche steht an einem Straßenrand zwischen Bredereiche und Himmelpfort. Der Umfang des Stammes misst ca. 5 Meter, der Durchmesser 1,60 Meter. Während einer Forstinventur im Jahr 1930 wurde festgestellt, dass der Baum mindestens 500 Jahre alt sein müsste. Der örtliche Verein Heimatfreunde Bredereiche vertritt die Ansicht, dass die Schwedeneiche bereits um das Jahr 1400 von den Mönchen des Zisterzienserklosters Himmelpfort gepflanzt wurde. Die Herkunft des Namens „Schwedeneiche“ ist nicht nachweisbar. 